# Edward Angus Burt
Edward Angus Burt (Athens, Pensilvânia, 9 de abril de 1858 – 27 de abril de 1939) foi um botânico norte-americano.